# Clásica de San Sebastián 2008
225 kilometrů dlouhý 28. ročník slavného jednodenního cyklistického závodu Clásica de San Sebastián se konal 2. srpna 2008 ve španělském Baskicku. Byl v pořadí desátým závodem kalendáře UCI ProTour 2008. Závod vyhrál španělský cyklista Alejandro Valverde, čímž se dostal do vedení v celé UCI ProTour 2008. Jediný Čech na startu, Roman Kreuziger, dojel dvacátý. V celkovém pořadí UCI ProTour 2008 je čtvrtý, se ztrátou 29 bodů na Valverdeho.

## Výsledky

### Klasifikace jednotlivců
| Pořadí | Jezdec             | Stát      | Stáj               | Čas      |
| ------ | ------------------ | --------- | ------------------ | -------- |
| 1.     | Alejandro Valverde | Španělsko | Caisse d'Epargne   | 5h29'11" |
| 2.     | Alexandr Kolobněv  | Rusko     | Team CSC Saxo Bank | + 0"     |
| 3.     | Davide Rebellin    | Itálie    | Gerolsteiner       | + 0"     |
| 4.     | Paolo Bettini      | Itálie    | Quick Step         | + 0"     |
| 5.     | Franco Pellizotti  | Itálie    | Liquigas           | + 0"     |
| 6.     | Děnis Meňšov       | Rusko     | Rabobank           | + 0"     |
| 7.     | Samuel Sánchez     | Španělsko | Euskaltel-Euskadi  | + 0"     |
| 8.     | Stéphane Goubert   | Francie   | AG2R-La Mondiale   | + 0"     |
| 9.     | Haimar Zubeldia    | Španělsko | Euskaltel-Euskadi  | + 2"     |
| 10.    | David Moncoutié    | Francie   | Cofidis            | + 2"     |
| …      |                    |           |                    |          |
| 20.    | Roman Kreuziger    | Česko     | Liquigas           | + 1'36"  |

### Vrchařská klasifikace
| Pořadí | Jezdec             | Stát      | Stáj                | Body |
| ------ | ------------------ | --------- | ------------------- | ---- |
| 1.     | David De La Fuente | Španělsko | Scott-American Beef | 31   |
| 2.     | Paolo Bettini      | Itálie    | Quick Step          | - 20 |
| 3.     | Andrea Tonti       | Itálie    | Quick Step          | - 23 |

### Týmová klasifikace
| Pořadí | Stáj              | Stát      | Body |
| ------ | ----------------- | --------- | ---- |
| 1.     | Caisse d'Epargne  | Španělsko | 28   |
| 2.     | Euskaltel-Euskadi | Španělsko | + 12 |
| 3.     | Liquigas          | Itálie    | + 24 |

### Sprinterská klasifikace
| Pořadí | Jezdec             | Stát      | Stáj             | Body |
| ------ | ------------------ | --------- | ---------------- | ---- |
| 1.     | Gorazd Štangelj    | Slovinsko | Liquigas         | 6    |
| 2.     | Alejandro Valverde | Španělsko | Caisse d'Epargne | - 3  |
| 3.     | Juan Manuel Gárate | Španělsko | Quick Step       | - 3  |

### Nejlepší Bask
| Pořadí | Jezdec            | Stát      | Stáj              | Čas      |
| ------ | ----------------- | --------- | ----------------- | -------- |
| 9.     | Haimar Zubeldia   | Španělsko | Euskaltel-Euskadi | 5h29'13" |
| 24.    | Gorka Verdugo     | Španělsko | Euskaltel-Euskadi | + 1'46"  |
| 28.    | José Luis Arrieta | Španělsko | AG2R-La Mondiale  | + 3'42"  |